# Escalas Bayley de Desenvolvimento Infantil
As Escalas Bayley de Desenvolvimento Infantil e Juvenil (versão 4 foi lançada em setembro de 2019) é uma série padrão de medidas originalmente desenvolvida pela psicóloga Nancy Bayley, usada principalmente para avaliar o desenvolvimento de bebês e crianças pequenas, com idades entre 1 e 42 meses. Esta medida consiste em uma série de tarefas lúdicas de desenvolvimento e dura entre 45 – 60 minutos para administrar e deriva um quociente de desenvolvimento (QD) em vez de um quociente de inteligência (QI). As pontuações brutas dos itens concluídos com êxito são convertidas em pontuações de escala e em pontuações compostas. Essas pontuações são usadas para determinar o desempenho da criança em comparação com as normas retiradas de crianças com desenvolvimento típico da sua idade (em meses). A Bayley-III possui três subtestes principais: a Escala Cognitiva, que inclui itens como atenção a objetos familiares e desconhecidos, procura de um objeto caído e brincadeira de faz-de-conta, a Escala de Linguagem, que explora a compreensão e expressão da linguagem, por exemplo, reconhecimento de objetos e pessoas, seguir instruções, e nomeação de objetos e figuras, e a Escala Motora, que avalia habilidades motoras grossas e finas, como agarrar, sentar, empilhar blocos e subir escadas. Existem duas escalas Bayley-II adicionais que dependem do relato dos pais, incluindo a escala socioemocional, que pergunta aos cuidadores sobre comportamentos como facilidade de acalmar, capacidade de resposta social e brincadeiras de imitação, e a escala de comportamento adaptativo, que pergunta sobre adaptações às demandas da vida diária, incluindo comunicação, autocontrole, cumprimento de regras e relacionamento com outras pessoas. As escalas Bayley-III Cognitiva e de Linguagem são bons preditores do desempenho em testes mentais pré-escolares. Estas pontuações são amplamente utilizadas para rastreio, ajudando a identificar a necessidade de observação e intervenção adicionais, uma vez que os bebés com pontuações muito baixas correm o risco de futuros problemas de desenvolvimento.

## Desenvolvimento
Antes da primeira escala oficial de Nancy Bayley, foram realizadas pesquisas para determinar quais variáveis importantes deveriam ser incluídas em um teste de desenvolvimento cumulativo para bebês. Em 1965, Nancy Bayley conduziu um experimento examinando resultados de testes mentais e motores para bebês de 1 a 15 meses, comparando sexo, ordem de nascimento, raça, localização geográfica e escolaridade dos pais. Não foram encontradas diferenças nas pontuações para nenhuma das escalas entre meninos e meninas, primogênitos e nascidos mais tarde, escolaridade do pai ou da mãe, ou residência geográfica. Não foram encontradas diferenças entre afro-americanos e caucasianos na escala mental, mas os bebés afro-americanos tenderam consistentemente a pontuar acima dos caucasianos na escala motora. Essas descobertas enfatizaram a necessidade de estudar detalhadamente o desenvolvimento dos processos mentais no segundo ano de vida. Dentro deste período será evidentemente encontrada a explicação das diferenças socioeconómicas e étnicas no funcionamento mental que são repetidamente encontradas em crianças com 4 anos ou mais. Dada a necessidade de uma investigação mais aprofundada, Nancy Bayley conduziu uma experiência relacionada na qual foi testada a fiabilidade da sua escala revista de desenvolvimento mental e motor durante o primeiro ano de vida, que produziu os seguintes resultados: (1) Itens da Escala Mental com alta pontuação no testador -observador e alta confiabilidade teste-reteste lidam com comportamento orientado a objetos; (2) Itens da Escala Mental com baixa confiabilidade teste-reteste requerem interação social; (3) Itens da Escala Motora com alta confiabilidade testador-observador e alta confiabilidade teste-reteste tratam do controle independente da cabeça, tronco e extremidades; (4) Itens da Escala Motora com baixa confiabilidade teste-reteste requerem assistência de um adulto. Esses achados implicaram no diagnóstico precoce do mau funcionamento neural. Da mesma forma, Nancy Bayley também conduziu um teste sobre vocalizações infantis e suas relações com a inteligência madura a partir de 1967, no qual os participantes foram monitorados em estudos longitudinais, que acompanharam o uso de vocalizações de descontentamento e satisfação pelos bebês, e correlacionando-os com habilidades linguísticas do mesmo indivíduo durante a infância e a adolescência, até o início da idade adulta. Os resultados indicam que as vocalizações se correlacionaram significativamente com a inteligência posterior das meninas, cada vez mais com a idade, e mais fortemente com as pontuações de desempenho verbal do que com as pontuações de desempenho.